# Sigambir
Sigambir is een bestuurslaag in het regentschap Brebes van de provincie Midden-Java, Indonesië. Sigambir telt 3618 inwoners (volkstelling 2010).